# 스틸 (1997년 영화)
《스틸》(Steel)은 미국에서 제작된 케네스 존슨 감독의 1997년 영화이다. 샤킬 오닐 등이 주연으로 출연하였고 조엘 시몬 등이 제작에 참여하였다.
케네스 존슨이 각본과 감독을 맡은 이 영화는 원작 주인공과 적대자를 등장시켜 만화책 시리즈(그리고 슈퍼맨의 조연 캐릭터인 존 헨리 아이언스의 지위)와는 차별화된다. 처음 출시되었을 때 스틸은 흥행 실패작이었으며 영화의 "저질"과 열악한 연기에 대해 불평하는 비평가들의 비난을 받았다.

## 줄거리
무기 디자이너 존 헨리 아이언스는 첨단 레이저 총, 방호복, 음파 무기 등을 개발하여 미군에 제공한다. 어느 날, 군인인 나다니엘 버크가 아이언스의 음파 무기의 위력을 과시하려다 오작동으로 건물이 파괴되고, 이 사고로 아이언스의 동료 수잔 "스파키" 스팍스가 하반신 마비가 된다. 아이언스는 이 일에 책임을 느끼고 군에서 사직하고, 버크는 해고된다. 이후 버크는 아이언스의 무기를 개조하여 범죄 조직에 판매하기 시작한다.
아이언스는 개조된 무기를 사용하는 은행 강도를 목격하고, 무기의 출처를 찾으려 한다. 그러던 중 스팍스와 함께 범죄에 맞서 싸울 무기를 개발하기 시작하고, 삼촌 조의 도움을 받아 강력한 갑옷과 무기를 제작하여 자경단 "스틸"로 활동한다. 스틸은 범죄자들을 소탕하는 과정에서 경찰에 쫓기기도 하지만, 끈질기게 범죄와 싸운다.
한편, 버크는 전 세계 범죄 조직에 무기를 판매하려 하고, 스팍스를 납치한다. 스틸은 버크의 기지에 침투하지만 포로로 잡힌다. 그러나 스틸은 속임수를 써서 버크의 계획을 방해하고, 스팍스와 함께 반격에 나선다. 격렬한 전투 끝에 버크는 자신의 레이저 공격에 맞아 죽고, 스틸과 스팍스는 기지를 탈출한다.
사건이 해결된 후, 아이언스는 군의 제안을 거절하고 스팍스의 재활을 돕는다. 스팍스는 새로운 휠체어를 개조하여 다시 걸을 수 있게 되고, 아이언스는 그의 영웅적인 활약을 자랑스러워하는 가족들과 함께 행복한 시간을 보낸다.

## 출연
- 샤킬 오닐 - 존 헨리 아이언스 / 스틸
- 애너베스 기시 - 수전 스파크스
- 저드 넬슨 - 너새니얼 버크
- 리처드 라운드트리 - 조 삼촌
- 어마 P. 홀 - 오데사 할머니
- 레이 J - 마틴 아이언스
- 힐 하퍼 - 슬래츠
- 케빈 그레뷰 - 가수
- 찰스 네이피어 - 데이비드 대령
- 케리 킨 - 놀런 상원의원
- 톰 배리 - 마커스 하사
- 루타니아 알다 - 헌트 부인

## 제작진
- 원작자: 루이즈 시몬슨
- 공동제작: 마크 앨런
- 미술: 게리 위즈너
- 의상: 캐서린 아데어
- 배역: 샤나 랜스버그
- 배역: 로라 애들러